# Saint-Judoce

Saint-Judoce este o comună în departamentul  Côtes-d'Armor, Franța. În 1 ianuarie 2022 avea o populație de 590 de locuitori.